# Виноградівська сільська рада (Арцизький район)
Виногра́дівська сільська́ ра́да — колишня адміністративно-територіальна одиниця та орган місцевого самоврядування в Арцизькому районі Одеської області. Адміністративний центр — село Виноградівка.

## Загальні відомості
Виноградівська сільська рада утворена в 1967 році.
- Територія ради: 132,22 км²
- Населення ради: 3 823 особи (станом на 2001 рік)
- Територією ради протікає річка Дракуля

## Населені пункти
Сільській раді були підпорядковані населені пункти:
- с. Виноградівка
- с. Плоцьк

## Населення
Згідно з переписом 1989 року населення села становило 4806 осіб, з яких 2283 чоловіки та 2523 жінки.
За переписом населення 2001 року в селі мешкало 3747 осіб.

### Мова
Розподіл населення за рідною мовою за даними перепису 2001 року:
| Мова       | Відсоток |
| ---------- | -------- |
| болгарська | 75,2 %   |
| українська | 13,55 %  |
| російська  | 5,41 %   |
| грецька    | 4,71 %   |
| молдовська | 0,52 %   |
| вірменська | 0,21 %   |
| гагаузька  | 0,18 %   |
| румунська  | 0,03 %   |

## Склад ради
Рада складалася з 24 депутатів та голови.
- Голова ради: Грозов Опанас Іванович
- Секретар ради: Бочевар Марія Григорівна

### Керівний склад попередніх скликань
| Прізвище, ім'я, по батькові | Основні відомості                                                         | Дата обрання | Дата звільнення |
| --------------------------- | ------------------------------------------------------------------------- | ------------ | --------------- |
| Грозов Афанасій Іванович    | Сільський голова, 1969 року народження, член Народної партії              | 26.03.2006   | 31.10.2010      |
| Грозов Опанас Іванович      | Сільський голова, 1969 року народження, освіта вища, член Партії регіонів | 31.10.2010   |                 |

Примітка: таблиця складена за даними сайту Верховної Ради України

### Депутати
За результатами місцевих виборів 2010 року депутатами ради стали:

#### За суб'єктами висування
| Суб'єкт висування            | Кількість обраних депутатів | %    |
| ---------------------------- | --------------------------- | ---- |
| Самовисування                | 15                          | 62,5 |
| Партія регіонів              | 8                           | 33,3 |
| Соціалістична партія України | 1                           | 4,2  |

#### За округами
| № округу                     | Прізвище, ім'я, по батькові          | Дата визнання обраним | Освіта             | Партійна приналежність | Відомості про обраного депутата                                                |
| ---------------------------- | ------------------------------------ | --------------------- | ------------------ | ---------------------- | ------------------------------------------------------------------------------ |
| Партія регіонів              |                                      |                       |                    |                        |                                                                                |
| 4                            | Делі Олена Іванівна                  | 03.11.2010            | середня спеціальна | член Партії регіонів   | Виноградівський будинок культури, директор                                     |
| 5                            | Дерменжи Степан Степанович           | 03.11.2010            | середня спеціальна | член Партії регіонів   | Виноградівська сільська амбулаторія, водій                                     |
| 7                            | Арабаджи Ніна Гаврилівна             | 03.11.2010            | вища               | член Партії регіонів   | Виноградівська загальноосвітня школа І-ІІІ ст., заступник директора            |
| 10                           | Чуфарлічев Степан Зіновійович        | 03.11.2010            | середня спеціальна | член Партії регіонів   | приватний підприємець                                                          |
| 14                           | Лівандовська Валентина Володимирівна | 03.11.2010            | вища               | член Партії регіонів   | Виноградівська сільська амбулаторія, головний лікар                            |
| 21                           | Бочевар Маря Григорівна              | 03.11.2010            | середня спеціальна | член Партії регіонів   | Виноградівська сільська рада, секретар                                         |
| 22                           | Авраменко Микола Іванович            | 03.11.2010            | середня спеціальна | член Партії регіонів   | тимчасово не працює                                                            |
| 24                           | Панова Наталія Олександрівна         | 03.11.2010            | середня спеціальна | член Партії регіонів   | Плоцький дитячий заклад, вихователь                                            |
| Соціалістична партія України |                                      |                       |                    |                        |                                                                                |
| 2                            | Бочевар Федір Петрович               | 03.11.2010            | середня спеціальна | позапартійний          | районний відділ культури, художній керівник                                    |
| Самовисування                |                                      |                       |                    |                        |                                                                                |
| 1                            | Димитров Микола Іванович             | 03.11.2010            | середня спеціальна | член Народної партії   | фермерське господарство «агрофірма Бургуджі», завідувач мех. майстернею        |
| 3                            | Карабаджак Іван Зіновійович          | 03.11.2010            | середня спеціальна | член Народної партії   | фермерське господарство «агрофірма Бургуджі», завідувач мех. майстернями       |
| 6                            | Кустуров Віталій Володимирович       | 03.11.2010            | вища               | член Народної партії   | фермерське господарство «агрофірма Бургуджі», головний інженер                 |
| 8                            | Іовчев Іван Васильович               | 03.11.2010            | вища               | член Народної партії   | фермерське господарство «агрофірма Бургуджі», агроном ентомолог                |
| 9                            | Паращенко Олександр Володимирович    | 03.11.2010            | середня            | позапартійний          | фермерське господарство «агрофірма Бургуджі», завідувач млину                  |
| 11                           | Челак Ганна Георгіївна               | 03.11.2010            | вища               | член Народної партії   | Виноградівський дошкільний навчальний заклад ясла — садок, завідувачка         |
| 12                           | Челак Христофор Христофорович        | 03.11.2010            | вища               | член Народної партії   | фермерське господарство «агрофірма Бургуджі», завідувач відділення № 2         |
| 13                           | Сєков Федір Дмитрович                | 03.11.2010            | середня            | член Народної партії   | фермерське господарство «агрофірма Бургуджі», тракторист                       |
| 15                           | Грозов Микола Михайлович             | 03.11.2010            | середня спеціальна | член Народної партії   | фермерське господарство «агрофірма Бургуджі», завідувач гаражу                 |
| 16                           | Лапчевський Михайло Сергійович       | 03.11.2010            | середня спеціальна | член Народної партії   | фермерське господарство «агрофірма Бургуджі», голова профкому                  |
| 17                           | Парпуланський Леонід Костянтинович   | 03.11.2010            | вища               | член Народної партії   | фермерське господарство «агрофірма Бургуджі», юрист — консультант              |
| 18                           | Карабаджак Юрій Христофорович        | 03.11.2010            | середня спеціальна | член Народної партії   | фермерське господарство «агрофірма Бургуджі», фінансовий директор              |
| 19                           | Радулов Дмитро Георгійович           | 03.11.2010            | вища               | член Народної партії   | фермерське господарство «агрофірма Бургуджі», керівник виробничого відділу № 3 |
| 20                           | Вєлєв Пилип Іванович                 | 03.11.2010            | середня            | член Народної партії   | фермерське господарство «агрофірма Бургуджі», водій                            |
| 23                           | Черкес Тетяна Олександрівна          | 03.11.2010            | середня спеціальна | член Народної партії   | Плоцький фельдшерсько-акушерський пункт, завідувачка                           |